# Tlatelolco

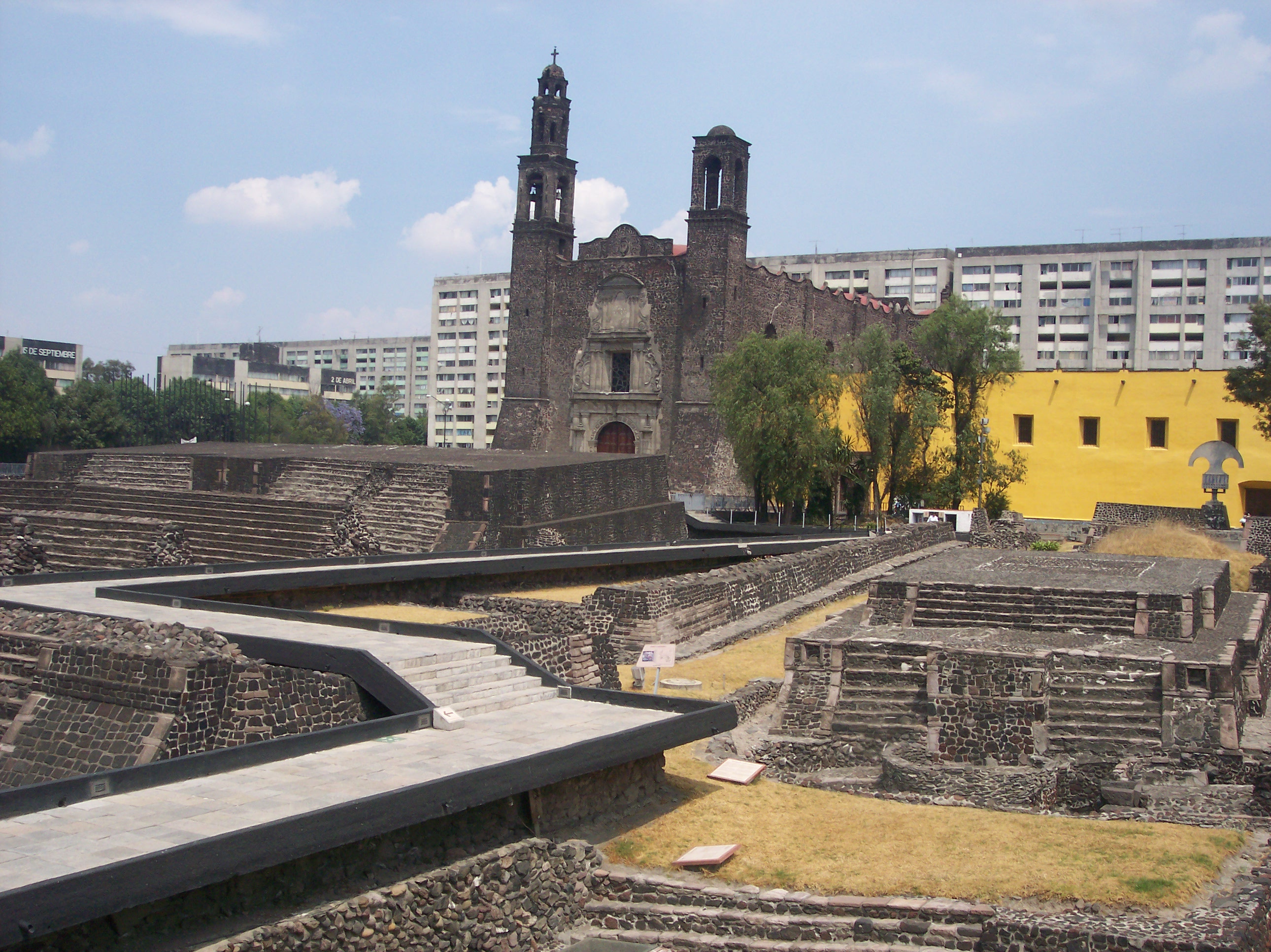
Plaça de les tres cultures

Tlatelolco és un barri important de la delegació Cuauhtémoc, una de les 16 municipalitats en què està dividida la ciutat de Mèxic

## Tlatelolco prehispànic
Tlatelolco fou un cacicat vassall del regne tecpaneca d'Atzcapotzalco i després independent. Va ser absorbit per l'àrea metropolitana de l'antiga Tenochtitlan, convertint-se en un districte (campan) comercial.
Els Tlatoani (reis/sacerdots suprems) de Tlatelolco foren: 
- Teotlehuac
- Cuauhcuauhpitzahuac
- Tlacateotl (fill) c. 1400
- Cuauhtlatoa (fill) c. 1430
- Moquihuix ?-?
- absorbit pels asteques com a part de l'àrea metropolitana de Tenochtitlan

## Tlatelolco modern
La dècada del 1960 s'hi va construir el gegantí complex habitacional "Nonoalco-Tlatelolco" i l'estació del metro homònima. A Tlatelolco també es troba un gratacel de forma piramidal que és la seu de BANOBRAS (Banc Nacional d'Obres i Serveis Públics) i que conté un carilló de 47 campanes. Amb una altura de 125 m, és la torre de carilló més alta del món.
A Tlatelolco es trobava també la seu de la Secretaría de Relaciones Exteriores (Ministeri d'afers estrangers), on es va signar el "Tractat de Tlatelolco" que estableix que Llatinoamèrica i el Carib és una àrea lliure d'armes nuclears, el 1967.

## La matança
L'any següent, 1968, dies abans del començament dels Jocs Olímpics d'estiu a la ciutat de Mèxic, la policia, l'exèrcit i provocadors a sou de grups de poder no establerts fins avui, van reprimir un míting estudiantil -dins el marc del gran moviment d'estudiants que s'havia iniciat dos mesos abans- a la gran esplanada central del conjunt, anomenada Plaça de les Tres Cultures pel fet que hi conviuen restes de les grans edificacions precolombines, un església colonial i les construccions molt modernes aleshores. Algú va obrir el foc, i el tiroteig es va generalitzar. El nombre de morts encara no s'ha pogut establir. Centenars d'estudiants van ser detinguts i van passar anys a la presó. Aquest esdeveniment va ser en el món sencer conegut com la Massacre de Tlatelolco. S'han publicat centenars de llibres sobre els fets. Entre d'altres. el de Ramón Ramírez, Joel Ortega, Raúl Jardón o Elena Poniatowska.
Precisament a l'antiga seu de la Secretaria de Relacions Exteriors s'inaugurà a l'octubre de 2007, el Memorial 68, un gran museu i centre de documentació de la UNAM, sobre aquells fets i aquell moviment.